# Karl Exner
Karl Exner (26. března 1842 Praha – 11. prosince 1914 Vídeň) byl rakouský matematik a fyzik.

## Život
Karl Exner byl druhým synem Franze Serafina Exnera a jeho manželky Charlotte Dusensy. Po absolvování Skotské gymnázium ve Vídni, Curychu a Freiburgu studoval matematiku a fyziku, v roce 1865 složil učitelskou zkoušku z těchto předmětů, v roce 1870 získal doktorát. filozfie na Freiburské univerzitě ve Freiburgu i.Br. a zpočátku působil v letech 1871 až 1874 jako suplent (pomocný učitel) v Mödlingu, Opavě a Vídni. Byl ženatý s Henriette Wagnerovou (* 1863). Dočasně navštěvoval přednášky na Švýcarské federální polytechnice v Curychu. V roce 1892 se habilitoval jako lektor teoretické fyziky na vídeňské univerzitě. V roce 1894 přijal profesuru matematické fyziky v Innsbrucku. Vážná nemoc donutila Exnera v roce 1904 odejít do důchodu.

## Význam
Zabýval se mimo jiné vlnovou teorií světla a geometrickými problémy a vyznačoval se inovativními nápady a experimentálními dovednostmi. Dokázal teoreticky interpretovat Newtonovy barevné prstence, zabýval se meteorologickou optikou a mihotáním hvězd. V roce 1890 obdržel velmi uznávanou Baumgartnerovu cenu vídeňské akademie a cenu Chemicko-fyzikální společnosti ve Vídni.

## Dílo
- Über das Funkeln der Sterne. (1881)
- Vorlesungen über die Wellentheorie des Lichts., zwei Bände (1881/87)